# 1210
Високе Середньовіччя •  Золота доба ісламу •  Реконкіста •  Хрестові походи •  Київська Русь

## Геополітична ситуація
Візантійська імперія розпалася на кілька держав. Оттон IV є імператором Священної Римської імперії (до 1218), але втратив підтримку Святого Престолу. Філіп II Август править у Франції (до 1223).
Апеннінський півострів розділений: північ належить Священній Римській імперії, середню частину займає Папська область, більша частина півдня належить Сицилійському королівству. Деякі міста півночі: Венеція, Піза, Генуя тощо, мають статус міст-республік, частина з яких об'єднана Ломбардською лігою.
Південь Піренейського півострова в руках у маврів. Північну частину півострова займають християнські Кастилія, Леон (Астурія, Галісія), Наварра, Арагонське королівство (Арагон, Барселона) та Португалія. Іоанн Безземельний є королем Англії (до 1216), а королем Данії — Вальдемар II (до 1241).
У Києві княжить Всеволод Чермний (до 1212), у Галичі — Володимир Ігорович, Всеволод Велике Гніздо — у Володимирі-на-Клязмі (до 1212). Новгородська республіка та Володимиро-Суздальське князівство фактично відокремилися від Русі. У Польщі період роздробленості. На чолі королівства Угорщина стоїть Андраш II (до 1235).
В Єгипті, Сирії та Палестині править династія Аюбідів, невеликі території на Близькому Сході утримують хрестоносці. У Магрибі панують Альмохади. Сельджуки окупували Малу Азію. Хорезм став наймогутнішою державою Середньої Азії, а Делійський султанат — Північної Індії. Чингісхан розпочав свої завоювання. У Китаї співіснують держава ханців, де править династія Сун, держава чжурчженів, де править династія Цзінь, та держава тангутів Західна Ся. На півдні Індії домінує Чола. В Японії триває період Камакура.

## Події
- Всеволод Чермний удруге зайняв київський княжий престол.
- Роман Ігорович повернув собі Галич, потім поступився Володимиру Ігоровичу.
- Папа римський Іннокентій III відлучив від церкви імператора Священної Римської імперії Оттона IV від церкви за вторгнення на південь Італії, трактуючи це як порушення Вормського конкордату.
- Папа Іннокентій III визнав Паризький університет.
- Англійський король Іоанн Безземельний зібрав з церкви 100 тис. фунтів додаткового надзвичайного податку.
- Колишній король Швеції Сверкер II загинув у битві проти короля Еріка X.
- Хрестоносці другого Альбігойського походу захопили ще кілька міст на півдні Франції, страчуючи єретиків.
- Венеція захопила Крит.
- Королем Єрусалиму став, одружившись із Марією Монферратською Іоанн де Брієн.
- Правитель Делійського султанату Кутб ад-Дін Айбек загинув унаслідок падіння з коня під час гри в поло. Його спадкоємцем став син Арам-шах.